# Alieni pazzeschi
Alieni Pazzeschi (Pet Alien) è una serie animata co-prodotta da Mike Young Productions, Taffy Entertainment, Antefilms Productions e John Doze Studios nel 2004. È stata realizzata da Jeff Muncy, autore de i Pigianimali, la sceneggiatura degli episodi è stata scritta principalmente da Dan Danko mentre la regia è stata affidata a Andrew Young. La serie è incentrata su un ragazzo di 12 anni di nome Thomas Cadle, il cui faro è invaso da cinque alieni che creeranno situazioni comiche e talvolta assurde. Negli Stati Uniti d'America è andata in onda su Cartoon Network e Kabillion mentre in Italia sull'edizione locale di Cartoon Network e in chiaro su Boing. Sono stati prodotti 52 episodi, per un totale di 104 segmenti.

## Trama
Il cartone animato racconta le vicende di Thomas Cadle, un ragazzino tredicenne che convive in un faro assieme a cinque alieni provenienti dal pianeta Conforma, nell'immaginaria cittadina marittima di DeSpray Bay. Questi alieni sono stati vittima di un atterraggio di fortuna, e da quel momento sono rimasti al faro. A differenza di altri alieni che vivono sulla Terra, non indossano alcun tipo di travestimento e non sono umanoidi, ma, nonostante questo, a nessuno sembra importare della loro presenza.

## Personaggi

### Protagonisti
- Thomas Cadle: chiamato anche Tommy della Terra da Dinko, o terricolo, da Swanky, è un preadolescentino di 13 anni che vive, senza la madre, in un faro[10], ama sia gli spumoni, che giocare ai videogiochi. Tommy, per non venire sempre messo nei guai dal suo amico Dinko, decide di accettare comunque di ospitare la comitiva di alieni che metterà sottosopra la sua vita. Viene oppresso dalla sua vicina Melba Manners vittima di un complesso di superiorità, scocciato da Gabry che lo ama, picchiato e preso in giro dal bulletto Clinton e insultato in maniera raffinata da Granville DeSpray.
- Dinko: è il migliore amico alieno di Tommy, un vero genio, ma anche combinaguai. Viene dal pianeta Conforma ed ama giocare a Dinko-Ball, guardare la TV e mangiare spumoni. Fraintende la maggioranza delle cose dette da Tommy, che tenta di aiutare, ma lo fa in modo sbagliato. Rapidissimo nel creare congegni, Dinko, segue il suo istinto per inventare macchine o oggetti che possano aiutare Tommy, anche se la maggior parte delle volte finiscono per far saltare in aria il faro o avere l'effetto contrario. Odia suo cugino gemello Danko e chiama, insieme agli altri alieni: Tommy della Terra Tommy, vicina rompina Melba, vicina appiccichina Gabry, ragazzo dentone Granville e amico bulletto Clinton. Guida, oltre a Gumpers, l'Alienomobile.
- Gumpers pronuncia Gampers: è un essere rosa, robusto e ghiotto di spumoni. Espelle continuamente dalle orecchie un gas verde puzzolente. Non può ingerire né troppo zucchero né troppo formaggio, altrimenti diventa verde soffrendo di crampi allo stomaco. Ha paura di tutto, ha un formidabile talento nel suonare la fisarmonica ed è campione delle gare di rutti.
- Swanky: è un alieno celeste, dal collo in su sembra un condor, mentre il suo corpo è antropomorfo, ma è dotato di un grande marsupio, simile a quello dei canguri. Swanky non fa altro che lamentarsi e vorrebbe riuscire a dormire nel letto di Tommy; è ossessionato dalle unghie dei suoi piedi che ritiene "selvagge". È sofisticato e amante delle buone maniere, riesce ad allungare il collo e vorrebbe avere dei pollici umani. Chiama tutti "alienucoli" o "terricoli" a volte associando persino l'aggettivo "barbari", chiama la Terra "stupido pianeta" o "palla di fango".
- Flip: è un alieno simile ad un incrocio tra un pappagallo ed una scimmia variopinti, è frenetico, pieno di energia ed urla in continuazione. Flip non parla spesso, ma anche lui, a volte, proferisce con la sua voce da tenore, qualche parola sensata.
- Scruffy: è un alieno canide che Dinko e gli altri tengono come animale da compagnia; dotato di una lingua lunghissima con una punta che a volte è ornata da una faccina e un cappellino soprannominati dagli altri "Mr.Leccol".

### Coprotagonisti
- Melba Manners: è la rude vicina di casa di Tommy Cadle, che la detesta per il suo credersi superiore a tutti, è una preadolescentina di 13 anni che si diverte a forzarlo con compiti troppo noiosi, grazie alla sua voce troppo stridula e alla sua aggressività.
- Gabry: è un assillante preadolescentina di 13 anni, è innamorata di Tommy, ma quest'ultimo non la ricambia e cerca di evitarla il più possibile. Fa quindi di tutto per cercare di conquistarlo, ma senza speranza. Ha un sesto senso che le permette di capire quando Tommy è nei guai.
- Granville DeSpray: è un preadolescentino di 13 anni, discendente diretto dei fondatori di DeSpray Bay. Stranamente, molti personaggi credono che sia norvegese. Granville è innamorato di Melba e odia Tommy perché pensa che voglia portargli via la sua amata e lo incolpa per tutto ciò che di spiacevole gli succede. Non ha amici, tranne una miriade di animali impagliati con i quali parla, il suo preferito è l'ammiraglio "Puff" (una donnola viola impagliata sull'attenti e con un cappello da ammiraglio sulla testa che casca in continuazione senza che nessuno la tocchi).
- Clinton Fillmore Jefferson XIII: è un preadolescentino coetaneo di Tommy, atletico e biondo, praticante di tutti gli sport e quasi sempre vincitore. Bullizza Tommy apostrofandolo come perdente. Odia anche i secchioni, ma Tommy resta sempre la sua vittima preferita.

### Altri personaggi ricorrenti
- Capitano Spangley: è un vecchio marinaio mezzo matto. Ha paura dell'acqua e dei crostacei, manda avanti un locale dove vengono venduti gli spumoni, dove Tommy, gli alieni e gli umani vanno tutti i giorni. A volte viene mostrato con un altro marinaio che, però, non fa che insultarlo. Elegge annualmente il suo assaggiatore di spumoni.
- La madre di Tommy: vive in una casetta accanto al faro del figlio. Nel cartone animato non appare mai, se non attraverso la sua voce: infatti comunica con Tommy attraverso una sorta di interfono installato nelle varie stanze del faro.
- Rospi: sono personaggi molto bizzarri: verdi e bitorzoluti, tirano fuori così dal nulla svariati oggetti musicali. Nel loro primo episodio erano tre e suonavano il banjo, il tamburo e la chitarra. Poi sono apparsi sempre più spesso da soli con il banjo.
- Napoleone: appare nel cartone quasi senza mai parlare, ma quando parla è solito proferire "Viva la resistenza".

## Episodi
Gli episodi vengono presentati a coppie.

### Stagione 1
| nº | Titolo italiano                        | Titolo inglese                     | Prima TV USA     | Prima TV Italia |
| -- | -------------------------------------- | ---------------------------------- | ---------------- | --------------- |
| 1  | Tommy ha sei gambe                     | The Boy with Six Legs              | 29 novembre 2004 | 2 maggio 2005   |
| 1  | L'imperatore del male                  | Evil Emperor                       | 29 novembre 2004 | 2 maggio 2005   |
| 2  | Tommy magico supereroe                 | The Amazing Atomic Tommy           | 31 dicembre 2004 |                 |
| 2  | L'orrido cratere                       | Crater of Doom                     | 31 dicembre 2004 |                 |
| 3  | Piccolo uomo cresce                    | Attack of the 50 Foot Boy          | 6 febbraio 2005  |                 |
| 3  | Il mostro aspiratutto                  | It Came from the Closet            | 6 febbraio 2005  |                 |
| 4  | La sposa di Gumpers                    | The Bride of Gumpers               | 13 febbraio 2005 |                 |
| 4  | La cassetta delle lettere              | The Thing on the Corner            | 13 febbraio 2005 |                 |
| 5  | Tommy ragazzo con la barba             | I Was a Teenage Bearded Boy        | 20 febbraio 2005 |                 |
| 5  | Fuga dalla punizione                   | Escape from Detention X            | 20 febbraio 2005 |                 |
| 6  | La scatola del mistero                 | Box of Doom                        | 26 febbraio 2005 |                 |
| 6  | L'invasione del topo                   | Assault of a Rodent                | 26 febbraio 2005 |                 |
| 7  | Visite dallo spazio                    | They Came from Outer Space         | 27 febbraio 2005 |                 |
| 7  | Tentacoli del terrore                  | Tentacles of Terror                | 27 febbraio 2005 |                 |
| 8  | Cinefollia                             | The Great Movie Massacre           | 5 marzo 2005     |                 |
| 8  | Il giorno infinito                     | The Day That Wouldn't End          | 5 marzo 2005     |                 |
| 9  | Arriva mentre dormi                    | It Comes When You Sleep            | 6 marzo 2005     |                 |
| 9  | Scruffy lupo mannaro                   | Attack of the Werescruffy          | 6 marzo 2005     |                 |
| 10 | Suona che ti passa                     | Sounds of Doom                     | 12 marzo 2005    |                 |
| 10 | Oscurità                               | Darkness                           | 12 marzo 2005    |                 |
| 11 | Affari di cuore                        | She Comes for Your Heart           | 13 marzo 2005    |                 |
| 11 | Colpo di fulmine                       | Beast Who Stole My Heart           | 13 marzo 2005    |                 |
| 12 | Febbre da cavallone                    | Night of the Walking Cannonball    | 2005             |                 |
| 12 | Il ragazzo dei giornali                | It Landed on the Porch             | 2005             |                 |
| 13 | La baia dei Trifidi                    | Bay of the Triffids                | 2005             |                 |
| 13 | Il dottore del terrore                 | Doctor of Doom                     | 2005             |                 |
| 14 | L'invasione del popolo di Pallonia     | Invasion of the Balloon People     | 2005             |                 |
| 14 | La festa del piccolo mostro            | The Little Monster Ball            | 2005             |                 |
| 15 | Piccolinia                             | The Land That Size Forgot          | 2005             |                 |
| 15 | Sua altezza il frigorifero             | The Day the Food Expired           | 2005             |                 |
| 16 | Scambio di persona                     | The Evil That Thumbs Do            | 2005             |                 |
| 16 | Incubo televisivo                      | Terror TV                          | 2005             |                 |
| 17 | Cattivo sangue non mente               | Bad Blood from Beyond              | 2005             |                 |
| 17 | Il giorno in cui il tempo si fermò     | The Day Time Stood Still           | 2005             |                 |
| 18 | Horrorscopo                            | Horror Scope                       | 2005             |                 |
| 18 | Spaventati che ti passa                | Scare Affair                       | 2005             |                 |
| 19 | Paura del palcoscenico                 | Stage Fright                       | 2005             |                 |
| 19 | La notte del gatto mannaro             | Night of the Cat People            | 2005             |                 |
| 20 | Alla fame non si comanda               | Return of the Ghastly Gobbler      | 2005             |                 |
| 20 | Televendite che passione!              | Shipping and Handling Not Included | 2005             |                 |
| 21 | Che cosa faro da grande?               | The Boy Who Became Something...    | 2005             |                 |
| 21 | Bestione indisciplinato                | Unleashed Beast of Fury            | 2005             |                 |
| 22 | Caccia al mostro                       | The Creature of the Spray Bay      | 2005             |                 |
| 22 | Le invasioni Barbariche                | The Alien Who Sold the World       | 2005             |                 |
| 23 | Attenzione al deciditore               | Beware the Decider Maker           | 2005             |                 |
| 23 | Vinca il migliore                      | I Voted for an Alien               | 2005             |                 |
| 24 | Il pirata e il cane                    | A Pirate and His Dog               | 2005             |                 |
| 24 | Dove sei Tommy?                        | They Took Tommy’s Brain            | 2005             |                 |
| 25 | Il ragazzo che mangiava troppi spumoni | The Boy Who Ate Too Much Taffy     | 21 agosto 2007   |                 |
| 25 | La testa galleggiante                  | The Floating Head                  | 21 agosto 2007   |                 |
| 26 | Il tempo in cui il tempo finì          | The Time That Time Ended           | 2005             |                 |
| 26 | Il giorno del giudizio                 | The Day of Judgement               | 2005             |                 |

### Stagione 2
| nº | Titolo italiano                                | Titolo inglese                         | Prima TV USA | Prima TV Italia |
| -- | ---------------------------------------------- | -------------------------------------- | ------------ | --------------- |
| 27 | Verso una vita migliore                        | The Creature Who Left                  | 2006         |                 |
| 27 | Fan club segreto                               | It Came from the Fan Club              | 2006         |                 |
| 28 | Un mondo senza hamburger                       | The World Without Hamburgers           | 2006         |                 |
| 28 | Piedi pazzi                                    | Evil That Pinched My Feet              | 2006         |                 |
| 29 | Tommy formato gigante                          | The Earth Boy Who Needed Protection    | 2006         |                 |
| 29 | Sorvegliato speciale                           | Seventy Foot Tommy                     | 2006         |                 |
| 30 | Il re di Swankopoli                            | Island of Doom                         | 2006         |                 |
| 30 | Pericolo in giardino                           | Him                                    | 2006         |                 |
| 31 | Il cavaliere scuro                             | The Guest Who Wouldn't Leave... Ever   | 2005         |                 |
| 31 | Il giorno degli alieni svestiti                | Day of the Naked Aliens                | 2005         |                 |
| 32 | Maestro pasticcere!                            | Master Bakers!                         | 2006         |                 |
| 32 | L'occhio dello squalo                          | The Horror That Is Klattou             | 2006         |                 |
| 33 | Gumpers genio incompreso                       | He Walks and Talks Like an Alien       | 2006         |                 |
| 33 | La notte dei due Tommy +1                      | The Night of Two Tommys +1             | 2006         |                 |
| 34 | Il bell'addormentato                           | Curse of the Frozen Tommy              | 2006         |                 |
| 34 | Un amore impossibile                           | Night of the Norwegian Boy             | 2006         |                 |
| 35 | La maledizione del ragazzo invisibile          | Curse of the Invisible Boy             | 2006         |                 |
| 35 | Il telecomando stregato                        | Remote Control of Doom                 | 2006         |                 |
| 36 | Il water nello spazio                          | They Took the Toilet to Outer Space    | 2006         |                 |
| 36 | Telefonino, che passione!                      | This Phone. This Insanity!             | 2006         |                 |
| 37 | La fabbrica di spumoni                         | They Had an Aluminium Ticket           | 2006         |                 |
| 37 | Una viscida invasione                          | The Slo-Mo Terror                      | 2006         |                 |
| 38 | Intrappolati nella borsa rosa                  | Trapped in the Pink Purse Dimension    | 2006         |                 |
| 38 | La sfida con Clinton                           | Race with the Clinton                  | 2006         |                 |
| 39 | Tommy superstar                                | Big Hand of Fate                       | 2006         |                 |
| 39 | Il migliore amico di Tommy                     | The Beast That's Stuck in My Foot      | 2006         |                 |
| 40 | La maledizione dell'occhio nero                | The Black Eye of Doom                  | 2007         |                 |
| 40 | Lo sceriffo alieno                             | The Sheriff Was an Alien               | 2007         |                 |
| 41 | Il solco maledetto                             | Crevice of Doom                        | 2007         |                 |
| 41 | Mamma conformata                               | She Came from Conforma!                | 2007         |                 |
| 42 | Questione di naso                              | Terror in My Nose                      | 2007         |                 |
| 42 | Rutto letale                                   | Belch of Destruction                   | 2007         |                 |
| 43 | Gumpers del futuro                             | Gumpers of the Future                  | 2007         |                 |
| 43 | Pianeta Granville                              | Planet of the Granvilles               | 2007         |                 |
| 44 | Il ragazzo che faceva uee                      | The Boy Who Cried "Waaah!"             | 2007         |                 |
| 44 | La mucca dice muu                              | The Cow Says "Moo!"                    | 2007         |                 |
| 45 | Duetto spaziale                                | Duet from Another Dimension!           | 2007         |                 |
| 45 | Il dottore malato                              | The Doctor Is In... Sane!              | 2007         |                 |
| 46 | Allenatore senza pietà                         | The Horrible Workout of Evil           | 2007         |                 |
| 46 | L'incredibile storia del ragazzo senza gravità | The Incredible Floating Boy            | 2007         |                 |
| 47 | Due gocce d'acqua                              | The Lookalike Girl Of Evil             | 2007         |                 |
| 47 | Urano può aspettare                            | Uranus Awaits                          | 2007         |                 |
| 48 | Congelamento cerebrale                         | The Night My Brain Froze               | 2007         |                 |
| 48 | Orrore scout                                   | Hot Hot Hot!                           | 2007         |                 |
| 49 | Quando la TV governava il mondo                | When TV Ruled the World                | 2007         |                 |
| 49 | Facciastortaenstein                            | The Thing with the Ugly Face           | 2007         |                 |
| 50 | Il dottor Jekyll e Mr. Swanky                  | Dr. Jekyll and Mr. Swanky              | 2007         |                 |
| 50 | Flip-bernazione                                | The Day That Flip Stood Still          | 2007         |                 |
| 51 | Il capitano Clinton                            | When Clinton Ruled the World!          | 2007         |                 |
| 51 | Attenti alle crepe                             | Beware the Crack!                      | 2007         |                 |
| 52 | Un alieno in paradiso                          | The Alien Who Invaded the Taffy Shoppe | 2007         |                 |
| 52 | Prosciutto della Terra                         | Hammy of Earth!                        | 2007         |                 |

## Doppiaggio
| Personaggio    | Doppiatore originale | Doppiatore italiano |
| -------------- | -------------------- | ------------------- |
| Tommy Cadle    | Charlie Schlatter    | Davide Garbolino    |
| Dinko          | Charlie Adler        | Mario Brusa         |
| Gumpers        | Jess Harnell         | Oliviero Cappellini |
| Melba Manners  | Candi Milo           | Anna Lana           |
| Swanky         | Jess Harnell         | Oliviero Corbetta   |
| Flip           | Charlie Adler        | Mario Brusa         |
| Cap. Spangley  |                      | Mario Brusa         |
| Clinton        |                      | Davide Garbolino    |
| Gabry          |                      | Camilla Gallo       |
| Granville      |                      | Oliviero Cappellini |
| Madre di Tommy |                      | Cristina Giolitti   |

## Videogioco
Un videogioco basato sulla serie è stato pubblicato nel Nord America il 30 luglio 2007 e in Europa il 14 settembre seguente per la console portatile Nintendo DS. È un rompicapo sviluppato da Shin'en Multimedia e pubblicato da The Game Factory.

## Accoglienza
Alieni pazzeschi ha ricevuto recensioni contrastanti da critica e pubblico. Nonostante l'accoglienza mista, la serie è stata nominata per un Premio Emmy per il Daytime nella categoria "Migliore attore in un programma d'animazione", riferito a Jess Harnell (Swanky), al 33º Premio Emmy per il Daytime.